# Marion Jones Sports Complex
Marion Jones Sports Complex (wcześniej „Stadion Narodowy”) – wielofunkcyjny stadion w Belize City w Belize. Używany jest głównie do lekkoatletyki i kolarstwa. Stadion mieści 7500 osób.
Został nazwany na cześć byłej lekkoatletki belizeńskiego pochodzenia, Marion Jones.